# 해피리 에버 애프터 (2004년 영화)
해피리 에버 애프터(Ils Se Marierent Et Eurent Beaucoup D'Enfants, ...And They Lived Happily Ever After)는 프랑스에서 제작된 이반 아탈 감독의 2004년 코미디, 드라마 영화이다. 샤를로뜨 갱스부르 등이 주연으로 출연하였고 클로드 베리 등이 제작에 참여하였다.

## 출연

### 주연
- 샤를로뜨 갱스부르
- 이반 아탈

### 조연
- 알랭 샤바
- 엠마누엘 자이그너
- 아누크 에메
- 클로드 베리
- 오로르 클레망

## 제작진
- 미술: 카샤 비스콥
- 의상: 자클린 부샤드
- 배역: 안토니에트 불라